# Neotegenaria agelenoides
Neotegenaria agelenoides is een spinnensoort in de taxonomische indeling van de trechterspinnen (Agelenidae).
Het dier behoort tot het geslacht Neotegenaria. De wetenschappelijke naam van de soort werd voor het eerst geldig gepubliceerd in 1967 door Roth.